# Piacentinu Ennese
Piacentinu Ennese ist ein italienischer Schafkäse mit geschützter Ursprungsbezeichnung.

## Herkunft
Das Herkunftsgebiet umfasst das gesamte Freie Gemeindekonsortium Enna in der Autonomen Region Sizilien.
Dort werden traditionell Schafe der sizilianischen Rassen Comisana, Pinzirita und Valle del Belice sowie ihrer Hybriden auf Natur- oder Kulturweiden gehalten. Darüber hinaus begünstigen Boden und Klima die Produktion von hochwertigem Safran (Crocus sativus) der Güteklassen I und II mit hohem Crocin- und Pikrocrocin-Gehalt.
Die Herden bleiben die meiste Zeit des Jahres auf der Weide. Eine Einschränkung der Weidehaltung ist zulässig, wenn sich die Umwelt-, Klima- und Gesundheitsbedingungen negativ auf die Qualität des Grünfutters und/oder der Milch auswirken können.
Die Futterpflanzen wachsen auf Hängen, die zwischen 400 m und 800 m Höhe über dem Meeresspiegel liegen, und setzen sich vorwiegend aus einheimischen Gräsern und Hülsenfrüchten zusammen. Die in der Fruchtfolge nach Weizen eingesetzten Futterpflanzen sind oft einheimische Wicken und Süßklee.
Das Futter besteht aus Grünfutter, Heu und Stroh der Natur- und/oder Kulturweiden sowie aus Weizenstoppeln und pflanzlichen Nebenerzeugnissen wie Sprossen von Feigenkakteen und Olivenzweigen vom Winterschnitt. Gestattet ist die Zufütterung mit Getreidekörnern, Hülsenfrüchten und einfachem oder gemischtem Kraftfutter. Diese erfolgt jedoch nur an Wintertagen, wenn die Tiere nicht auf die Weide gelassen werden können.
Die Aufzucht der Tiere sowie die Erzeugung und Reifung des Käses müssen im Herkunftsgebiet erfolgen.

## Herstellung
Piacentinu Ennese wird aus roher Schafsvollmilch mit natürlicher Fermentationssäure (pH = 6,5 bis 6,8) hergestellt. Die Dicklegung erfolgt durch Labpaste von Schaf- oder Ziegenlämmern.
Der Käsemasse wird Safran aus gebietseigenem Anbau zugegeben. Außerdem wird Schwarzer Pfeffer (Piper nigrum) in ganzen Körnern zugefügt, die zuvor einige Sekunden lang in heißes Wasser (> 80° C) getaucht wurden.
Zur Salzung wird großkörniges, rein weißes Salz verwendet. Die Mindestreifungsdauer beträgt 60 Tage. Die Reifung erfolgt in  Reifungskammern mit kleinen Belüftungsöffnungen oder in Lagerräumen mit einer Temperatur von 8 bis 10° C und einer Luftfeuchtigkeit von 70 bis 80 %.

## Eigenschaften

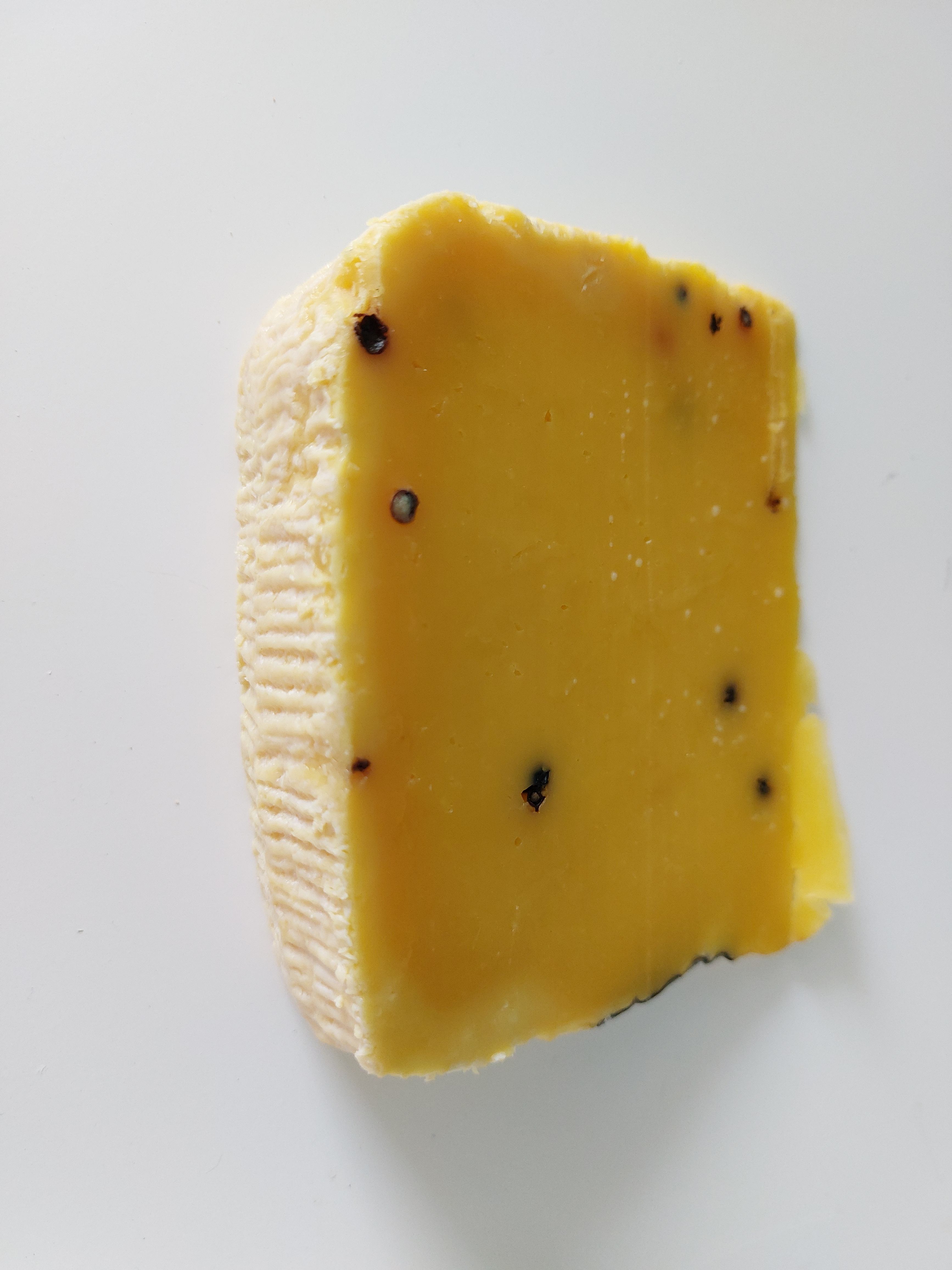
Piacentinu Ennese

Der Käselaib hat eine zylindrische Form mit leicht konvexem oder fast geradem Rand, die Oberfläche ist flach oder leicht konkav. Die Höhe beträgt 11 bis 15 cm und der Durchmesser 18 bis 20 cm bei einem Gewicht von 3,5 bis 4,5 kg. Die Form entsteht durch die Lagerung in Binsenkörben.
Die Rinde ist maximal 5 mm dick und aufgrund der Beimengung von Safran mehr oder weniger intensiv gelb gefärbt. Sie zeigt sichtbare Eindrücke des Binsenkorbs und kann mit Öl oder Ölhefe überzogen werden.
Der Teig ist kompakt, glatt und ohne Körnung. Er zeigt allenfalls ganz geringes Schwitzen und ist durchgehend mehr oder weniger intensiv gelb. Eine geringe Lochung ist zulässig.
Der Geruch ist angenehm mit zartem Safran-Aroma. Der zu Beginn des Reifungsprozesses leicht würzige, aber kaum salzige Geschmack verstärkt sich mit der Zeit.
Der Fettgehalt in der Trockenmasse beträgt mindestens 40 %, der Proteingehalt in der Trockenmasse mindestens 35 %.

## Kennzeichnung und Handel
Piacentinu Ennese kann ganz oder in Portionen verkauft werden. Das portionierte Produkt wird ausschließlich durch Aufteilung der bereits zertifizierten Laibe gewonnen und muss so verpackt sein, dass die Haltbarkeit und die ursprünglichen organoleptischen Eigenschaften nicht beeinflusst werden.
Die Erkennungsmerkmale von sind eine Kaseinmarke,  die beim Formen und Pressen auf dem Laib angebracht wird und den Schriftzug „Piacentinu Ennese“ und die Kennnummer trägt, sowie ein Etikett.